# Golden Park (beisebol)
Golden Park é um estádio de beisebol para 5000 lugares em Columbus, Geórgia que abriu em 1926. Localizado no Rio Chattahoochee em Downtown Columbus, é a atual casa da equipe de baseball Columbus Catfish. O exterior do Golden Park é uma fachada de tijolo vermelho e tem muitas calçadas que se conectam à Chattahoochee Riverwalk.
Golden Park é nomeado após Theodore Earnest Golden, co-fundador da Goldens' Foundry e Machine Co.. Golden levou a equipe de Columbus ser a primeira equipe da cidade na Liga Atlântico Sul. Golden Park foi renovado em 1994, para os eventos de softball das Olimpíadas de 1996 que foram sediados na cidade de Columbus.
Atualmente Golden Park é o lar do Columbus Wood Bats.